# Elty
Elty, de son vrai nom Lionel Tankoano est un artiste chanteur, auteur-compositeur et interprète burkinabè qui évolue dans le style Afro-pop et RnB. Il est le Kunde de la révélation et Kunde de l'espoir 2023.

## Biographie

### Enfance et débuts
Lionel Tankoano naît au Burkina Faso. Dès son enfance il est bercé par la Rumba et le Zouk, les influences musicales de ses parents, notamment du zouk par sa mère et la rumba congolaise par son père, grand admirateur de Koffi Olomidé. Ses débuts musicaux remontent à ses années de lycée, où il s'initie au rap au sein du groupe "Trypotes". Après avoir participé à une compétition de rap en 2012 à Bobo-Dioulasso, où il se classe deuxième, Elty décide de se consacrer pleinement à sa passion pour la musique. En 2018, il obtient son baccalauréat et entame des études en mines et carrières.

## Carrière
Sa carrière solo commence en 2018, avec le single "dernière danse"  et quelques tentatives avec la sortie de singles sans grand succès tels que "Karpala", "Pas à pas" ou encore "Officialisé". C'est en avril 2022 qu'Elty connaît son premier succès majeur avec la sortie de "Doudouni", en collaboration avec  “Rose bonbon”, une tiktokeuse burkinabé,. Cette chanson est rapidement devenue un véritable phénomène viral sur les réseaux sociaux. Après ce titre à succès, l'artiste enchaine d'autres collaborations avec des artistes tels que Miss Tanya, Yungkrate, Kayawoto et Lady Shine.
À la suite de cette reconnaissance, Elty présente officiellement son EP intitulé Un seul homme le  9 août 2022 produit par NF Production. Un projet de quatre titres  dont ya rounda, baby wa, on a eu pain et un seul homme qui abordent les thèmes de l'amour et du mariage à travers des sonorités R&B. L'EP est également l'occasion pour Elty de présenter son clip "Ya Rounda", tourné en Côte d'Ivoire. Une volonté de promouvoir sa musique au-delà des frontières nationales.

### La nuit du pain
Le 03 février 2023, Elty donne une performance live à l'occasion de son premier concert sur la scène du "Théâtre national Koamba Lankoandé" du cenasa à Ouagadougou lors de la "Nuit du pain”; un concept qui séduit le public, propulsant Elty au rang de nouvelle star de la musique urbaine au Burkina,.
Après celui de Ouagadougou, Elty, s'apprête à se produire à la "Maison de la culture de Bobo-Dioulasso le 17 février 2023 pour un autre concert live qu'il qualifie de "concert jumeau". A l'instar de celui organisé à Ouagadougou le 3 février, cette performance dans la ville de Sya est baptisée aussi "la nuit du pain". Le concept du concert "La nuit du pain" tire son inspiration de la chanson de l'artiste "on a eu pain", sortie en novembre 2022 sur TikTok. Une chanson qui connait un succès, franchissant la barre des 10 000 reprises sur la plateforme chinoise trois semaines après sa sortie. Elle se hisse également à la deuxième place des chansons les plus utilisées sur Snapchat au Burkina Faso, le plaçant au centre des préférences des mélomanes burkinabé.

### Discographie

#### EP
- Un seul homme (2022)

#### Single
- Dernière danse (2018)
- Karpala
- Pas à pas
- Officialiser
- Faut me wacker
- Doudouni (2022)

## Distinctions
2023: 12 PCA, Meilleur artiste espoir
2023: Kunde de la Révélation
2023: Kunde de l'Espoir,.